# Association malienne des droits de l’homme
Die Association malienne des droits de l’homme (AMDH, dt.: „Malische Vereinigung für Menschenrechte“) ist eine Vereinigung zum Schutz der Menschenrechte in Mali. Sie wurde am 11. Dezember 1988 gegründet. In dieser Zeit herrschte in Mali die Diktatur von Moussa Traoré. Sitz der Vereinigung ist Bamako und es gibt Ortsgruppen in verschiedenen Städten: Kayes, Gao, Timbuktu und Kidal.

## Ziele
Die Ziele sind:
- Förderung der Menschenrechte und der Rechte der Völker (d’étudier et d’encourager la promotion des droits de l’homme et des peuples).
- Gewährleistung der Rechtsstaatlichkeit und Gewährleistung der Achtung der Rechte und Freiheiten gemäß den Gesetzen, Vorschriften und ordnungsgemäß ratifizierten Verträgen (de veiller à la primauté du droit et d’assurer le respect des droits et libertés en conformité avec les lois, règlements et traités régulièrement ratifiés).
- Die Achtung der Gesetze und Vorschriften durch die Bürger und aller gesetzlichen Verpflichtungen jedes Einzelnen gegenüber der Staatsgesellschaft zu fördern (d’encourager le respect des lois et règlements par les citoyens et toutes les obligations légales de chacun envers la Société d’État).
- Gewährleistung einer breiten Verbreitung der Grundsätze der Menschen- und Bürgerrechte sowie der Menschen- und Völkerrechte durch Schulung, Information und Sensibilisierung (d’assurer une large diffusion des principes des droits de l’homme et du citoyen ainsi que ceux des droits de l’homme et des peuples par la formation, l’information et la sensibilisation).
- Förderung der Forschung, Studien und Zusammenstellung von Dokumenten zu Menschenrechten im Allgemeinen und in Mali im Besonderen (d’encourager les recherches, études et compilations des documents sur les droits de l’homme en général et au Mali en particulier).
- mit allen Gremien und anderen nationalen und internationalen Institutionen zusammenzuarbeiten, die an der Förderung und dem Schutz der Menschenrechte und der Rechte der Völker interessiert sind (de coopérer avec tous organismes et autres institutions nationales et internationales s’intéressant à la promotion et à la protection des droits de l’homme et des peuples).
- Durchführung oder Unterstützung bei der Veröffentlichung von Studien, Artikeln, Werken und Newslettern zur Förderung und zum Schutz der Menschenrechte (de procéder ou d’aider à la publication d’études, d’articles, d’ouvrages, de bulletins sur la promotion et la protection des droits de l’homme).
- im Hinblick auf die Förderung der Menschenrechte Konferenzen, Symposien, Seminare, Reflexionstage u. a. zu organisieren (d’organiser en vue de la promotion des droits de l’Homme, des conférences, colloques, séminaires, journées de réflexion etc.).

Die Malische Vereinigung für Menschenrechte ist Mitglied der Fédération internationale des ligues des droits de l’Homme (Internationale Föderation für Menschenrechte, FIDH)., der Union interafricaine des droits de l’homme (Interafrikanische Union für Menschenrechte, UIDH), sowie Beobachtermitglied der Commission africaine des droits de l’homme et des peuples (Afrikanische Kommission für Menschenrechte und Rechte der Völker, CADHP).

## Position
Die malische Vereinigung für Menschenrechte kämpft für die Abschaffung der Todesstrafe.
Am 10. Dezember 2007, anlässlich der 12. Espace d’Interpellation Démocratique (Raum für Demokratische Anhörung), begrüßte die AMDH den Willen des Staatsoberhauptes Amadou Toumani Touré, die Todesstrafe abzuschaffen und das Familiengesetzbuch zu reformieren, rief jedoch die Regierung auf zu Betrug bei den Präsidentschafts- und Parlamentswahlen Stellung zu nehmen und beklagte das Fortbestehen von Unhöflichkeit und Korruption, Überfüllung der Gefängnisse und Angriffen auf die Pressefreiheit.
„Die AMDH empfahl:
- die Abschaffung der Todesstrafe und die schnellstmögliche Verabschiedung des Familiengesetzbuches (l’abolition de la peine de mort et l’adoption du code de la famille dans les meilleurs délais possibles).
- die Beilegung der Krise im Norden auf rechtlicher, gerechter und nachhaltiger Grundlage (le règlement de la crise du Nord sur les bases légales, équitables et durables).
- die Überarbeitung des Wahlsystems zur Abhaltung freier, zuverlässiger und transparenter Wahlen (la révision de notre système électoral pour la tenue d’élections libres fiables et transparentes).
- der Kampf gegen Unhöflichkeit (la lutte contre l’incivisme).
- der Kampf gegen Korruption und Finanzkriminalität (la lutte contre la corruption et la délinquance financière).
- die Einsetzung einer Nationalen Menschenrechtskommission (Commission nationale des droits de l’homme) per Gesetz und ihre Angliederung an das Amt des Premierministers (l’adoption de la Commission nationale des droits de l’homme par une loi et son rattachement à la primature)
- die regelmäßige Vorlage von Berichten über die von Mali ratifizierten rechtlichen Menschenrechtsinstrumente (la présentation régulière des rapports relatifs aux instruments juridiques des droits de l’homme ratifiés par le Mali).
- Achtung der Menschenrechte durch staatliche Kontrollorgane, insbesondere den Vérificateur général (le respect des droits de l’homme par les organes de contrôle de l’État notamment le Vérificateur général).
- Die Durchsetzung des in der Verfassung verankerten Prinzips der kostenlosen öffentlichen Bildung (L’effectivité du principe de la gratuité de l’ enseignement public consacré par la constitution).
- Überarbeitung des rechtlichen Rahmens und der staatlichen Politik bei der Ausbeutung von Bodenschätzen (La révision du cadre juridique et de la politique de l’État en matière d’exploitation des ressources minières).[5]

Am 12. und 13. März 2011 fand der 8. Kongress der Malischen Vereinigung für Menschenrechte statt zum Thema „50 Jahre Menschenrechte in Mali“. Me Moctar Mariko wurde mit den Stimmen von 8 der 13 Mitglieder der Zentrale zum Präsidenten der Vereinigung gewählt. Er löste Me Brahima Koné an der Spitze der Vereinigung ab.